# Un coin du paradis
Pour plus de détails, voir Fiche technique et Distribution.
Un coin du paradis (Ein Stück vom Himmel) est un film allemand réalisé par Rudolf Jugert et sorti en 1957.

## Synopsis
En Allemagne, dans une station-service, Willi et son copain Peter, un jeune étudiant, travaillent comme pompistes. Willi rédige une petite annonce pour Peter à la recherche de l'âme sœur : « étudiant chercher jeune fille pour sorties, signe de reconnaissance, des dahlias ». Peu après, une voiture s'arrête à la station et Peter découvre émerveillé une jolie jeune fille tenant un bouquet de dahlias. C'est le hasard qui a conduit Christine à la station, car elle n'a pas connaissance de l'annonce, et pour cause, elle est fiancée avec le riche Ronald Henning.  
C'est le coup de foudre entre les jeunes gens, mais Christine n'avoue pas à Peter qu'elle était fiancée. Lorsque Peter le découvre par hasard, déçu, il la quitte immédiatement. Christine se résigne alors à épouser Ronald. Peter est parti pour le Canada où il a trouvé du travail et, quand il revient passer ses vacances au pays natal, il revoit Christine au moment où elle choisit sa robe de mariée.  
L'amour fait le reste et Peter ne retourne pas au Canada et Christine n'épouse pas Ronald. 

## Fiche technique
- Titre français : Un coin du paradis ou Un coin au paradis ou Un coin de paradis[1]
- Titre original : Ein Stück vom Himmel
- Réalisation : Rudolf Jugert
- Scénario : Paul Helwig, Juliane Kay
- Musique : Franz Grothe
- Chanson : Ich weiss mehr, als Du glaubst, paroles de Willy Dehmel et musique de Franz Grothe, interprétée par Toni Sailer
- Photographie : Günther Senftleben
- Son : Friedrich Wilhelm Dustmann
- Montage : Anneliese Schönnenbeck
- Décors : Franz Bi, Bruno Monden
- Costumes : Margot Schönberger, Anton Lanner, Maria Berghammer
- Photographe de plateau : Theo Huster
- Pays d'origine :  Allemagne de l'Ouest
- Tournage : 
  - Langue : allemand
  - Période : du 19 août à septembre 1957
  - Intérieurs : Bavaria Filmstudios
  - Extérieurs : château Höhenried (de), lac de Starnberg et environs (Allemagne)
- Producteur : Georg Richter
- Société de production : Bavaria Filmkunst AG (Allemagne)
- Société de distribution : Bavaria Filmkunst Verleih
- Format : couleur par Agfacolor — 35 mm — 1.37:1 — monophonique
- Genre : comédie romantique
- Durée : 91 minutes
- Date de sortie : 
  - Autriche : décembre 1957[2]
  - France : 6 février 1959[1]

## Distribution
- Ingrid Andree : Christine
- Toni Sailer : Peter
- Georg Thomalla : Willi
- Margit Saad : Erika
- Boy Gobert : Sir Jackie Taft-Holery
- Erik Schumann : Ronald Henning
- Chariklia Baxevanos : Elfriede
- Gustav Knuth : Axel von Pröhl
- Rudolf Vogel : monsieur Müller
- Paul Henckels : Josephus
- Horst Buchholz : le chauffeur du cabriolet